# Скарби лепреконів
Скарби лепреконів (англ. Spellbreaker: Secret of the Leprechauns) — американський фільм 1996 року.

## Сюжет
Старіючий Майкл Деннегі проводить тури для приїжджих у своєму родовому замку в Ірландії. Чого туристи не знають, так це те, що казкові персонажі лепрекони, про які Майкл розповідає на екскурсії, дійсно існують, причому сам він дружить з королем лепреконів, Кевіном.
У гості до Майкла приїжджає погостювати його маленький онук Майкі. Він знайомиться з сусідкою дідуся, Морганою де ла Фей. Насправді її звати Нуала, і вона є королевою підземного світу. Нуала накладає на короля лепреконів, Кевіна, приворотне заклинання, щоб він закохався в неї. За допомогою Кевіна Нуала має намір стати володаркою всіх лепреконів, а потім принести їх у жертву своєму ідолу.

## У ролях
| Актор            | Роль               |
| ---------------- | ------------------ |
| Грегорі Сміт     | Майкі Деннегі      |
| Мадлен Поттер    | Морган / Нула      |
| Годфрі Джеймс    | король Кевін       |
| Джон Блузал      | Майкл Деннегі      |
| Тіна Мартін      | Мейв, королева фей |
| Джеймс Елліс     | Патрік             |
| Сильвестр Маккой | Флінн              |
| Йон Гайдук       | Майстер            |
| Майк Гіггінс     | Кейсі              |